# Batalla de Shiroyama
La batalla de Shiroyama (城山の戦い Shiroyama no tatakai?) tuvo lugar el 24 de septiembre de 1877 en Kagoshima, Japón. Fue la batalla final del conflicto generado por la rebelión Satsuma.

## Desarrollo
Tras las derrotas del castillo Kumamoto y en la zona central de Kyūshū, los samurái sobrevivientes leales a Saigō Takamori escaparon hacia Satsuma, bordeando la colina de Shiroyama cerca de Kagoshima, el 1 de enero de 1877. 
Las tropas de la armada imperial, bajo las órdenes del general Yamagata Aritomo, así como los marinos comandados por el almirante Kawamura Sumiyoshi, pronto los alcanzaron, rodeando a los rebeldes. Tras el combate y las pérdidas, Saigō solo contaba con 500 samurái frente a los 30.000 hombres del bando opuesto que habían sitiado a la guarnición gubernamental en la ciudad de Kumamoto, tan solo seis semanas antes de la batalla. 
Contando con 30.000 efectivos, la superioridad de Yamagata era de 60 hombres por cada guerrero de Saigō. Habiendo participado en muchas batallas en el pasado y con mayor experiencia como estratega, Yamagata estaba determinado a no dejar nada al azar. Las tropas imperiales pasaron varios días elaborando un sistema de diques, paredes y obstáculos para prevenir cualquier fuga. Los cinco buques de guerra gubernamentales fondeados en la bahía de Kagoshima se agregaron a la fuerza de artillería de Yamagata y comenzaron sistemáticamente a reducir las posiciones rebeldes con un bombardeo de más de 7.000 cañonazos. 
Saigō defendió su posición con un apoyo limitado de mosquetes y sin cañones. Fundió varias estatuas budistas tomadas de los templos, utilizando el bronce obtenido para hacer balas. Yamagata envió una carta a Saigō en donde le sugirió en términos amigables que terminara con esa masacre sin sentido y se rindiera, pero el código de honor del bushidō impedía a Saigō hacer tal cosa. 
El plan de ataque de Yamagata consistía en tomar por asalto la posición de Saigō desde todas las posiciones al mismo tiempo. Se prohibió a las unidades ayudarse mutuamente sin el debido permiso; si una unidad retrocedía contra tropas enemigas en un enfrentamiento, las unidades vecinas debían atacar el área inmediatamente, matando tantos hombres como fuese necesario, incluso los propios, para prevenir el escape de Saigō.

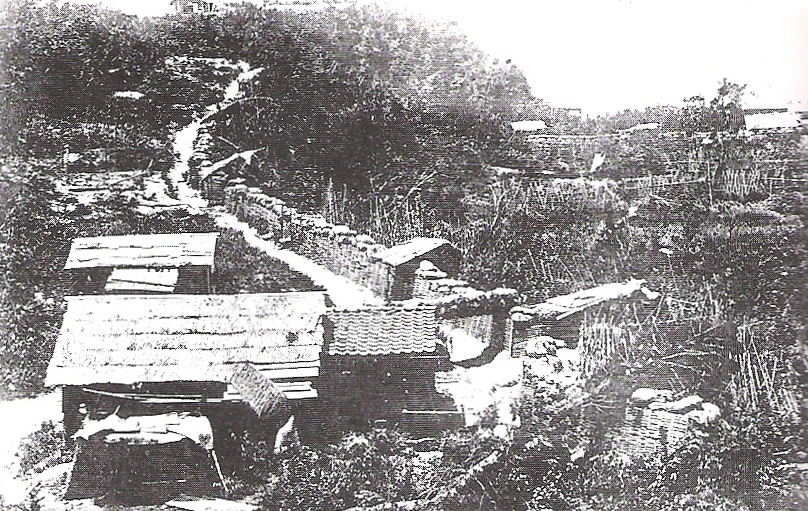
Fortificaciones de la Armada Imperial Japonesa cercando Shiroyama. Fotografía de 1877.

Tras un bombardeo intenso de la artillería la noche del 24 de septiembre, las fuerzas imperiales irrumpieron en la montaña en las primeras horas de la mañana. Los samuráis, bajo gran presión del gran armamento enemigo, se colocaron en línea frente a la armada imperial, que no estaba entrenada para el combate cuerpo a cuerpo con espada. Los samuráis, altamente entrenados en el uso de la espada, superaron a la armada con movimientos básicos de entrenamiento. Por algunos minutos, las filas de Saigō se mantuvieron en sus puestos, pero luego debieron retroceder debido a la diferencia de número. A las 6 de la mañana, solo cuarenta rebeldes seguían con vida. Saigō fue herido en la arteria femoral y el estómago, lo que produjo una pérdida bastante importante de sangre, y pidió un lugar digno para morir. Uno de sus seguidores más leales, Beppu Shinsuke, lo cargó hasta la base de la colina en sus hombros. La leyenda cuenta que Beppu actuó como kaishakunin y le auxilió durante el seppuku antes de que pudiese ser capturado. Aun así, la evidencia contradice esta historia, basándose en que Saigō murió de una herida de bala y que su cabeza fue cortada por Beppu para preservar su dignidad. 
Después de la muerte de Saigō, Beppu y los últimos samuráis tomaron sus espadas y corrieron cuesta abajo enfrentándose a las fuerzas imperiales, siendo acribillados por las ametralladoras Gatling. Con estas muertes, la Rebelión de Satsuma llegó a su fin.
El 22 de febrero de 1889, el Emperador Meiji perdonó a Saigō de manera póstuma. En el Parque Central de Kagoshima se encuentra una estatua erigida en su memoria.

## En la cultura popular
Esta batalla inspiró las escenas finales de la película El último samurái.
El 12 de agosto de 2016, la banda sueca de power metal Sabaton lanzó por medio de Nuclear Blast Records el tema de nombre Shiroyama, tercer sencillo de disco The Last Stand lanzado el 19 de agosto de 2016 y en el que hace total referencia a la batalla de Shiroyama.